# Augustin (Straßenzeitung)
Der Augustin – Die erste österreichische Boulevardzeitung (Eigenschreibweise AUGUSTIN – DIE ERSTE ÖSTERREICHISCHE BOULEVARDZEITUNG) ist eine Stadtzeitung, die von Menschen mit Armutserfahrung auf den Straßen Wiens und im Wiener Umland verkauft wird.

## Über die Zeitung

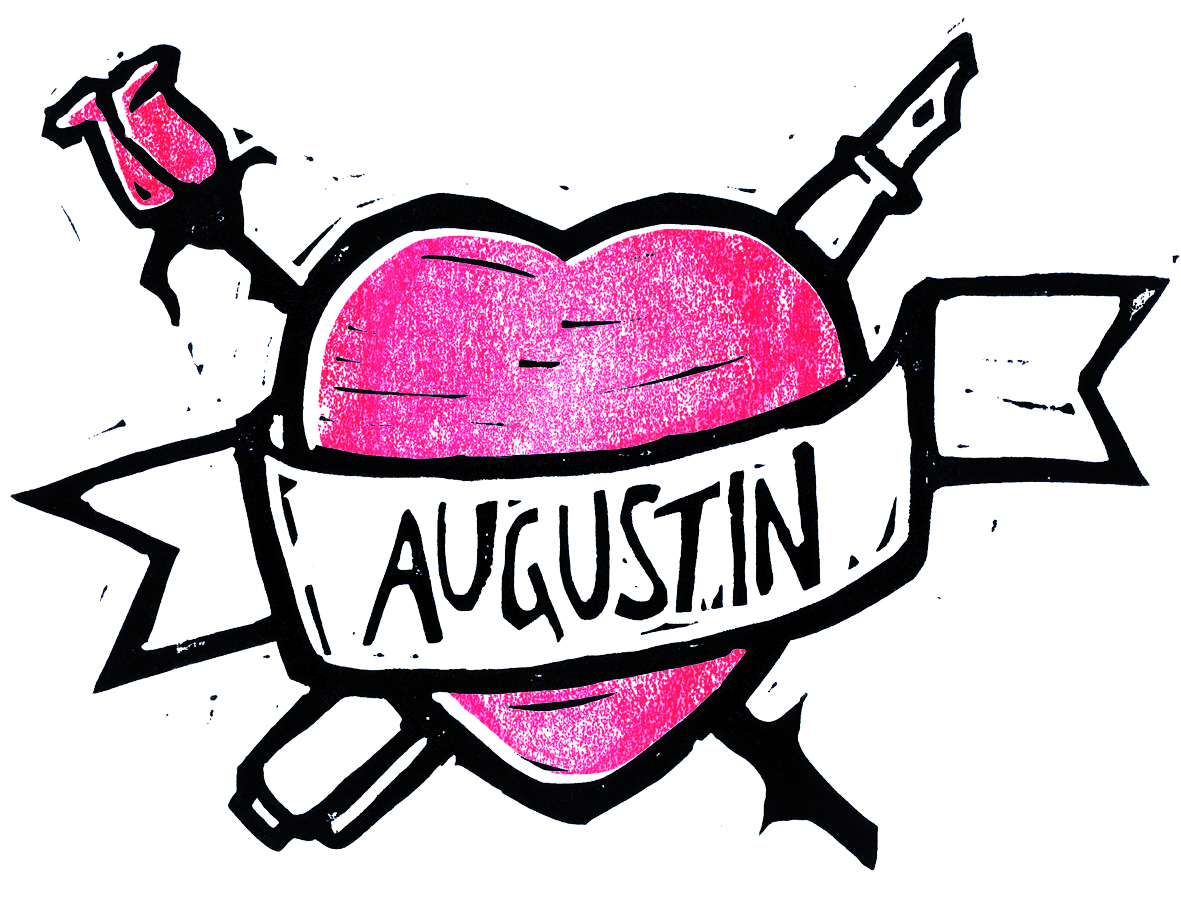
Logo der Augustin-Liebhaber

Der Augustin entstand 1995 als eine der ersten österreichischen Straßenzeitungen aus dem bereits 1991 gegründeten Straßenzeitungsprojekt Uhudla. Zu den Gründern zählen Robert Sommer, Erika Parzer und Max Wachter. Die Zeitung bezieht ihren Namen vom historischen Wiener Volkssänger Marx Augustin („Der liebe Augustin“) und orientiert sich an internationalen Vorbildern wie The Big Issue aus London. Die Zeitung wird von Obdachlosen, Armen, Asylwerbern bzw. vom Arbeitsmarkt ausgeschlossenen Menschen auf der Straße verkauft. Die eine Hälfte des Verkaufspreises von 3 Euro behalten die Verkäufer. Die andere Hälfte finanziert die Sozialarbeit, die Redaktion und sämtliche Projekte des Vereins. Der Augustin erhält keinerlei Subventionen und auch keine Presseförderung.
Die Zeitung erfuhr eine sehr hohe Akzeptanz, wodurch die Auflage innerhalb von 10 Jahren verachtfacht werden konnte. Betrug die verkaufte Auflage Anfang 1996 im Monat noch knapp 10.000 Stück, so wurden 2010 bis zu 30.000 Stück pro Ausgabe (60.000 im Monat) verkauft. Seit Jänner 2007 erscheint die Straßenzeitung 14-täglich, außer in den Monaten Juli, August und Dezember. Der Umfang beträgt 48 Seiten. Zuletzt gingen die Verkaufszahlen aber zurück. Im Mai 2012 wurde deswegen ein ganz besonderes Unterstützungsprojekt gestartet. Der Augustin hat seither 333 „Liebhaber_innen“, die das unabhängige Sozial- und Medienprojekt mit 25 Euro im Monat unterstützen.
Der Augustin ist Mitglied des International Network of Street Papers (INSP), das sich als globaler Motor versteht, um den Kampf gegen Armut auf lokaler Ebene zu fördern. Es verbindet 112 Straßenzeitungen in 35 Ländern und fördert neue Projekte in Entwicklungsländern. Das Blatt wurde 2019 mit dem Dr.-Karl-Renner-Preis ausgezeichnet.

## Das Wesen der Zeitung

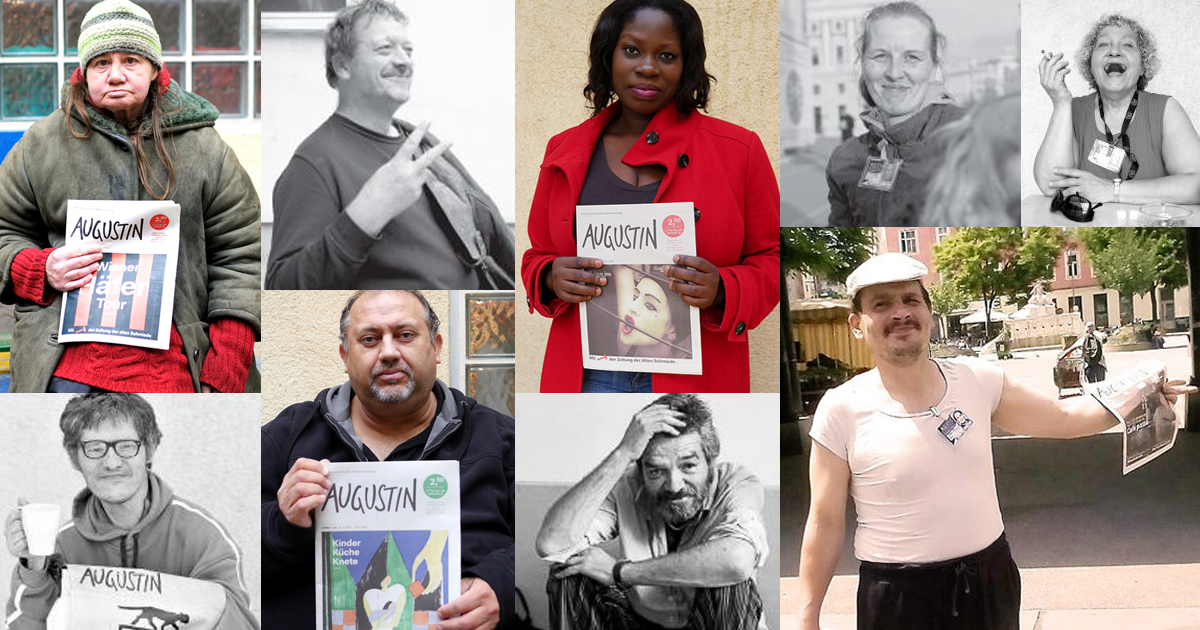
Augustin-Verkäufer

Laut einer Untersuchung der deutschen Straßenblätterszene, die zwischen eher „aufklärungsorientierten“ und den eher „verkaufsorientierten“ Obdachlosenzeitungen unterscheidet, vereinigt der Augustin beide Tendenzen.
Einerseits betreibt er Lobbying für Menschen in prekären Lebenssituationen, informiert über die Tätigkeiten von Sozialprojekten und Initiativen, versteht sich als gesellschaftskritische Tribüne. Andererseits wendet er sich – „mit den Mitteln eines ‚avancierten Populismus‘ (Themenvielfalt, Sport, Kultur, Service-Elemente, Rätsel u. v. m.)“ an ein Massenpublikum. Ein fixer Bestandteil der Zeitung (9 Seiten) ist den Prosa- und Lyrik-Beiträgen vorbehalten.
Der Journalismus des Augustin ist auch bekannt für Serien, in denen kritisch Aspekte der kommunalen und privaten Wirtschaft behandelt werden, darunter des österreichischen Raiffeisenverbands, der Wiener Wirtschaft sowie der Immobilienwirtschaft. In einer weiteren Serie veröffentlichte der Schriftsteller Richard Schuberth Essays über Karl Kraus.

## Aufbau der Zeitung
- TUN & LASSEN – Sozialkritische, aber auch ermutigende Nachrichten aus der Stadt. Außerdem mit folgenden Rubriken:
  - eingSCHENKt (Kommentar von Martin Schenk)
  - Gustl (Comicstrip von Thomas Kriebaum)
  - Service-Seite (Soziale Adressen in Wien)
  - Geht’s mich was an? (Rubrik diverser Wiener Sozialprojekte)
  - Fr. Gschistibohavitschek (Satire zu Alltagsthemen, jede 2. Ausgabe)
  - Dannebergpredigt (aktueller Kommentar von Bärbel Danneberg)
  - Buchtipp (Sachbuchbesprechung)

- DENKBAR:
  - Kreuzworträtsel
  - Horoskop (jede 2. Ausgabe)
  - Schach (jede 2. Ausgabe)

- VORSTADT – Berichte aus den verschiedenen Grätzeln in Wien – Außerdem mit folgenden Rubriken:
  - Lokalmatador_in (Porträts von Wienern von Uwe Mauch)
  - Fußball & Kicktipp (jede 2. Ausgabe)

- ART.IST.IN – Aktuelles zum Kulturgeschehen der Stadt. Außerdem mit folgenden Rubriken:
  - Musikarbeiter unterwegs (Popmusiker_innen-Porträt von Rainer Krispel)
  - Bibliotick (Buchtipp)
  - aufglegt (Musiktipps von Mario Lang)

- DICHTER INNENTEIL – Gedichte und Prosa. Außerdem mit folgenden Rubriken:
  - KulturPASSage (Kulturberichte von Kulturpass-Besitzern)
  - Herr Groll auf Reisen (Erwin Riess)
  - Gottfrieds Tagebuch
  - Werke der Weltliteratur als Graphic Novel (von Magdalena Steiner)

## Über die Sozialarbeit
Das eigentliche Konzept des Augustin ist es, keine Gruppe auszuschließen. Betroffene können voraussetzungslos einsteigen. Mittlerweile stößt das Projekt jedoch immer wieder an seine Grenzen. Es können nicht mehr alle in Not geratenen Menschen aufgenommen werden. Derzeit sind rund 450 Verkäufer in Wien und Umgebung unterwegs.
Sie erhalten zu Beginn einen Verkäufer-Ausweis und werden auf die bestehenden Zusatzverdienst-Begrenzungen (im Fall eines Arbeitslosen-, Notstands- oder Sozialhifebezugs) hingewiesen. Sie verpflichten sich, während ihrer Arbeit nicht alkoholisiert zu sein und die Regeln des gesellschaftlichen Zusammenlebens einzuhalten. Die Auflagen sind auf das Notwendigste reduziert, um die Hemmschwelle möglichst niedrig zu halten. Jeder angehende Verkäufer erhält eine Einschulung, die Verkaufsbedingungen und 15 Gratis-Zeitungen (für Anfänger ohne Deutsch- und Englischkenntnisse wird ein Dolmetscher organisiert). Die Verkäufer bestimmen Intensität und Ort ihrer Verkaufstätigkeit selbst.
Während der Öffnungszeiten des Vertriebsbüros (Mo bis Fr: 11 bis 16 Uhr, sowie Sa: 10 bis 12 Uhr) gibt es für die Verkäufer die Möglichkeit des geselligen Beisammenseins und Essens, Nutzung von Telefon & Internet, Büromaterial sowie Unterstützung in Lebensfragen bzw. Informationen und Hilfe in sozialrechtlichen (wie z. B. Tilgung von Schulden durch Schwarzfahren etc.), der Rechtsberatung, einen Deutschkurs zu besuchen und an einem der Projekte teilzunehmen: Chor, Theater, Tischtennis, Fußball, Schreibwerkstatt oder Strawanzerei als Guide. Außerdem bemühen sich die Sozialarbeiter am Verkaufsplatz, ein gutes Einvernehmen mit der Umgebung zu erwirken, sollte dies erforderlich sein.
Seit Ostern 2018 gibt es einen Online-Plan für Wien und Umgebung mit den Verkaufsplätzen des Augustin.

## Projekte

Logo der Aktionsplattform F13

Neben dem Zeitungsverkauf sind im Laufe der Jahre einige Projekte entstanden, die jedoch auch aus den Einnahmen des Zeitungsverkaufs finanziert werden:
- Chor: Stimmgewitter Augustin[11]
- Fußball: SW Augustin[12]
- Theater: 11% K.Theater[13]
- Tischtennis: Vorwärts-Rückhand[14]
- Deutschkurs: in Kooperation mit Deutsch ohne Grenzen[15]
- Schreibwerkstatt: Anstalt für Dichtungen aller Richtungen[16]
- Stadtführungen: Strawanzerei[17]
- Aktionstag: F13[18]
- Feste
- Online-Veranstaltungskalender: www.strawanzerin.at[19] (in Kooperation mit den anderen österreichischen Straßenzeitungen)

## Radio Augustin
Radio Augustin (Eigenschreibweise: RADIO AUGUSTIN) sendet seit 1998 auf Orange 94.0, dem Freien Radio in Wien, und versteht sich als Sprachrohr und Lobby für marginalisierte Menschen und als Informationsquelle für gesellschaftspolitisch und kulturell Interessierte. Das Medium Radio ermöglicht ein Abstrahieren von äußeren Erscheinungsbildern. Stimmen und Worte können in neuen Zusammenhängen wahrgenommen werden. Dem Mainstream wird nicht entsprochen, der Kurzlebigkeit, Schnelligkeit und Oberflächlichkeit wird entgegengearbeitet.
Radio Augustin strahlt zweimal pro Woche aus: Montag (Magazinsendung) und Freitag (Livesendung), jeweils zwischen 15 Uhr und 16 Uhr, in Wien auf der UKW-Frequenz 94,0 MHz und im Wiener Telekabel-Netz auf 92,7 MHz, sowie per Live-Stream im Internet.

## Augustin TV
Seit 2005 sendet Augustin TV (Eigenschreibweise: AUGUSTIN TV) auf dem Community-TV-Sender OKTO.
Augustin TV produziert zwei Sendungen pro Monat, die jeweils eine Woche lang auf Okto wiederholt werden.
Das „Augustin TV-Magazin“ zeigt Reportagen und Porträts.
In „eingSCHENKt“ thematisiert der Sozialexperte Martin Schenk Fragen zu Arbeitslosigkeit, Armut, Ausgrenzung, Integration, Empowerment.
Erstausstrahlung: Donnerstag 21 Uhr
Wiederholungsschema: Freitag 19 Uhr, Samstag 17 Uhr, Sonntag 15 Uhr, Montag 15 Uhr, Dienstag 13 Uhr, Mittwoch 11 Uhr, Donnerstag 9 Uhr.
Alle Sendungen können auch gleichzeitig per Livestream geschaut werden. Bereits ausgestrahlte Sendungen können in der Oktothek angeschaut werden.

## Produkte
Der Augustin verkauft in seinem Shop folgende Produkte:
- Augustin-Kalender (wird in der Vorweihnachtszeit von den Verkäufern auf der Straße verkauft)
- Augustin Kaffeetscherl
- Stimmgewitter CDs/Vinyl
- F13-T-Shirts
- Gustl-Comic-Heft (wird von den Verkäufern auf der Straße verkauft)